# Los Surgentes
Los Surgentes é um município da província de Córdova, na Argentina.